# Arthraerua leubnitziae
Arthraerua leubnitziae (Kuntze) Schinz – gatunek roślin z rodziny szarłatowatych reprezentujący monotypowy rodzaj Arthraerua. Jest endemitem Namibii.

## Morfologia

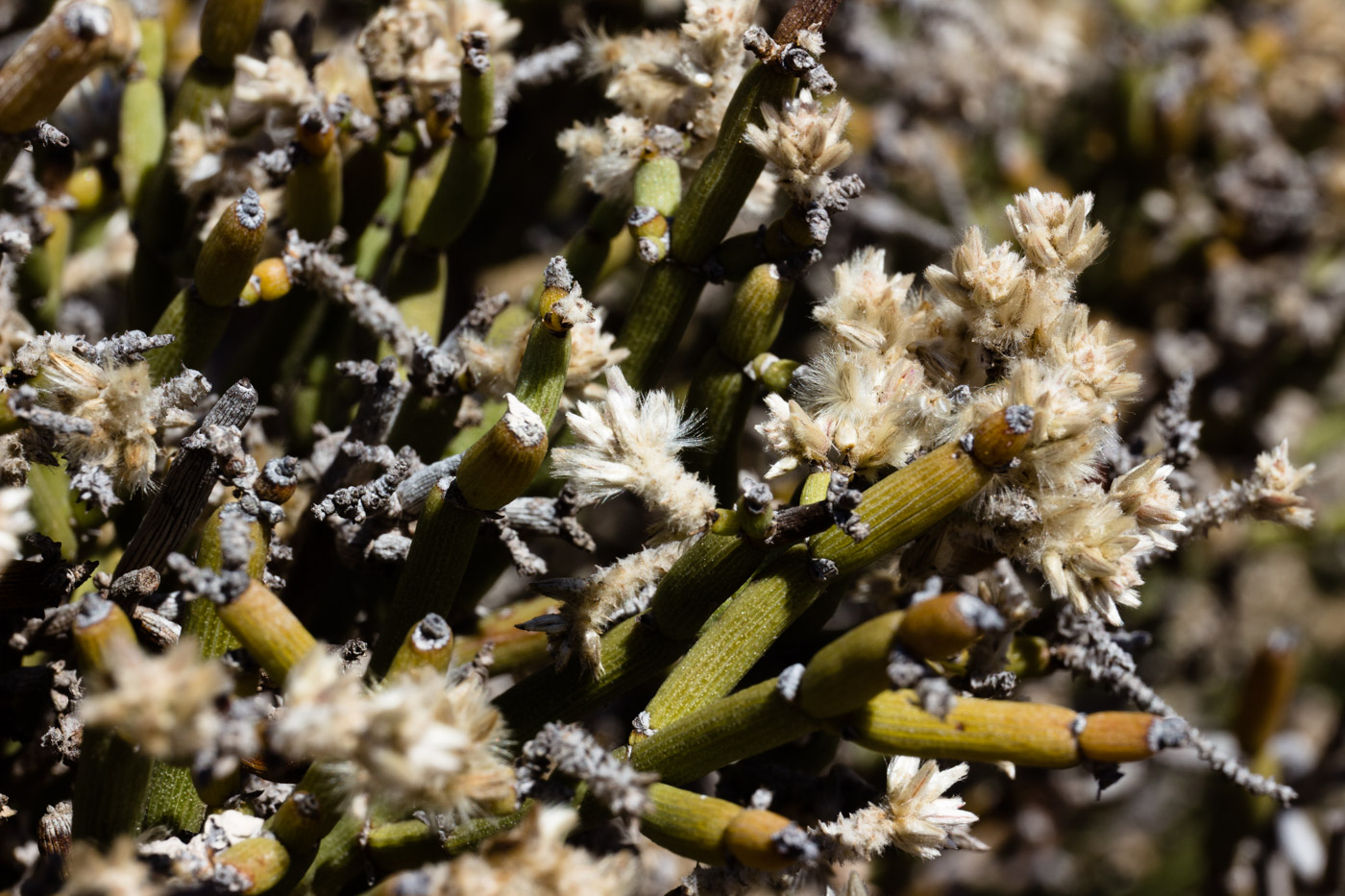
Pędy i białawe kwiatostany

PokrójGęsto rozgałęziony, kopulasty i częściowo gruboszowaty półkrzew.
LiścieSilnie zredukowane.
KwiatyDrobne, obupłciowe, zebrane w gęste kłosy o owłosionej osi, w obrębie których wyrastają pojedynczo w kątach przysadek. Listków okwiatu jest 5, są one wolne i szczeciniasto zakończone. Pręcików jest 5, wolnych, z prątniczkami u ich nasady. Zalążnia z pojedynczym zalążkiem zwieńczona krótką szyjką słupka i główkowatym znamieniem.
OwoceCienkościenne, jednonasienne torebki opadające otulone trwałym okwiatem.

## Systematyka
Gatunek reprezentuje monotypowy rodzaj Arthraerua (Kuntze) Schinz z rodziny szarłatowatych Amaranthaceae w jej szerokim ujęciu (obejmującym komosowate Chenopodiaceae). W obrębie rodziny rodzaj sytuowany jest w podrodzinie Amaranthoideae.